# Wybory parlamentarne w Islandii w 1953 roku
Wybory parlamentarne w Islandii odbyły się 28 czerwca 1953. Wygrała je Partia Niepodległości.
Do Alþingi weszła nowo założona Partia na rzecz Zachowania Narodu, która zdobyła dwa mandaty.

## Wyniki wyborów
| Partia                                                   | Liczba głosów | %    | +/–% | Liczba mandatów | +/– |
| -------------------------------------------------------- | ------------- | ---- | ---- | --------------- | --- |
| Partia Niepodległości (Sjálfstæðisflokkurinn)            | 28 738        | 37,1 | -2,4 | 21              | +2  |
| Partia Postępu (Framsóknarflokkurinn)                    | 16 959        | 21,9 | -2,6 | 16              | -1  |
| Partia Socjalistyczna (Sósíalistaflokkurinn)             | 12 422        | 16,0 | -3,5 | 7               | -2  |
| Partia Socjaldemokratyczna (Alþýðuflokkurinn)            | 12 093        | 15,6 | -0,9 | 6               | -1  |
| Partia na rzecz Zachowania Narodu (Þjóðvarnarflokkurinn) | 4 667         | 6,0  | +6,0 | 2               | +2  |
| inne                                                     | 2 531         | 3,3  | —    | —               | —   |
| Razem (frekwencja - 89,9%)                               | 78 754        | 100  |      | 52              |     |
| źródło:                                                  |               |      |      |                 |     |